# Rapides du Cheval Blanc
Rapides du Cheval Blanc är en fors i Kanada.   Den ligger i provinsen Québec, i den sydöstra delen av landet, 150 km öster om huvudstaden Ottawa. Rapides du Cheval Blanc ligger 16 meter över havet. Arean är 14,0 kvadratkilometer.
Terrängen runt Rapides du Cheval Blanc är mycket platt. Runt Rapides du Cheval Blanc är det mycket tätbefolkat, med 1 313 invånare per kvadratkilometer.. Närmaste större samhälle är Montréal, 18,9 km öster om Rapides du Cheval Blanc. 
Runt Rapides du Cheval Blanc är det i huvudsak tätbebyggt.